# 電子光学センサー
電子光学センサー（英語：Electro-optical sensor）は、光や光の変化を電気信号に変換する電子検出器である。これらのセンサーは、赤外線から紫外線波長までの電磁放射の検出ができる。以下のような、産業・民生・軍用機器で使用されている。
- 暗闇に反応して自動的に点灯するランプ
- 物体が光線を遮ると作動する位置センサー
- ある写真のフラッシュを別のものと同期するためのフラッシュ検出
- 物体の距離、存在の有無を検知する光電子センサー（英語版）

## 機能
光学センサーは、光線を電子信号に変換する。光の物理的な量を測定し、それを機器で読み取り可能な形に変換する。光学センサーは一般的に、光源、測定装置、光学センサーを統合したより大きなシステムの一部である。これは多くの場合、電気的なトリガーに接続されている。トリガーは、光学センサー内の信号の変化に反応する。光学センサーは、1つまたは複数の光ビームからの変化を測定できる。変化が起こると、光学センサーは光電子トリガーとして動作し、電気出力を増減させる。光スイッチは、光ファイバまたは光集積回路内の信号を、ある回路から別の回路へ選択的な切替を可能とする。光スイッチは、機械的手段、電気光学効果、磁気光学効果、および他の方法で動作することができる。光スイッチは、集積化されたまたは個別の超小型電子回路と統合できる光電子デバイスである。

## 光学センサーとスイッチの種類
光学センサーにはさまざまな種類があり、最も一般的な種類は以下のとおり。
- フォトレジスタは、入射光の変化を抵抗の変化に変換する。
- 太陽電池として知られる太陽光発電は、入射光を出力電圧に変換する。
- フォトダイオードは、入射光を出力電流に変換する。
- フォトトランジスタはバイポーラトランジスタの一種で、ベース-コレクター接合が光にさらされている。これにより、フォトダイオードと同じ動作をするが、内部ゲインがある。

光スイッチは、通常、電気光学効果を利用して回路の切替のために光ファイバ内で使用される。これらのスイッチは、例えば、微小電気機械システムまたは圧電システムを用いて実装することができる。

## 応用

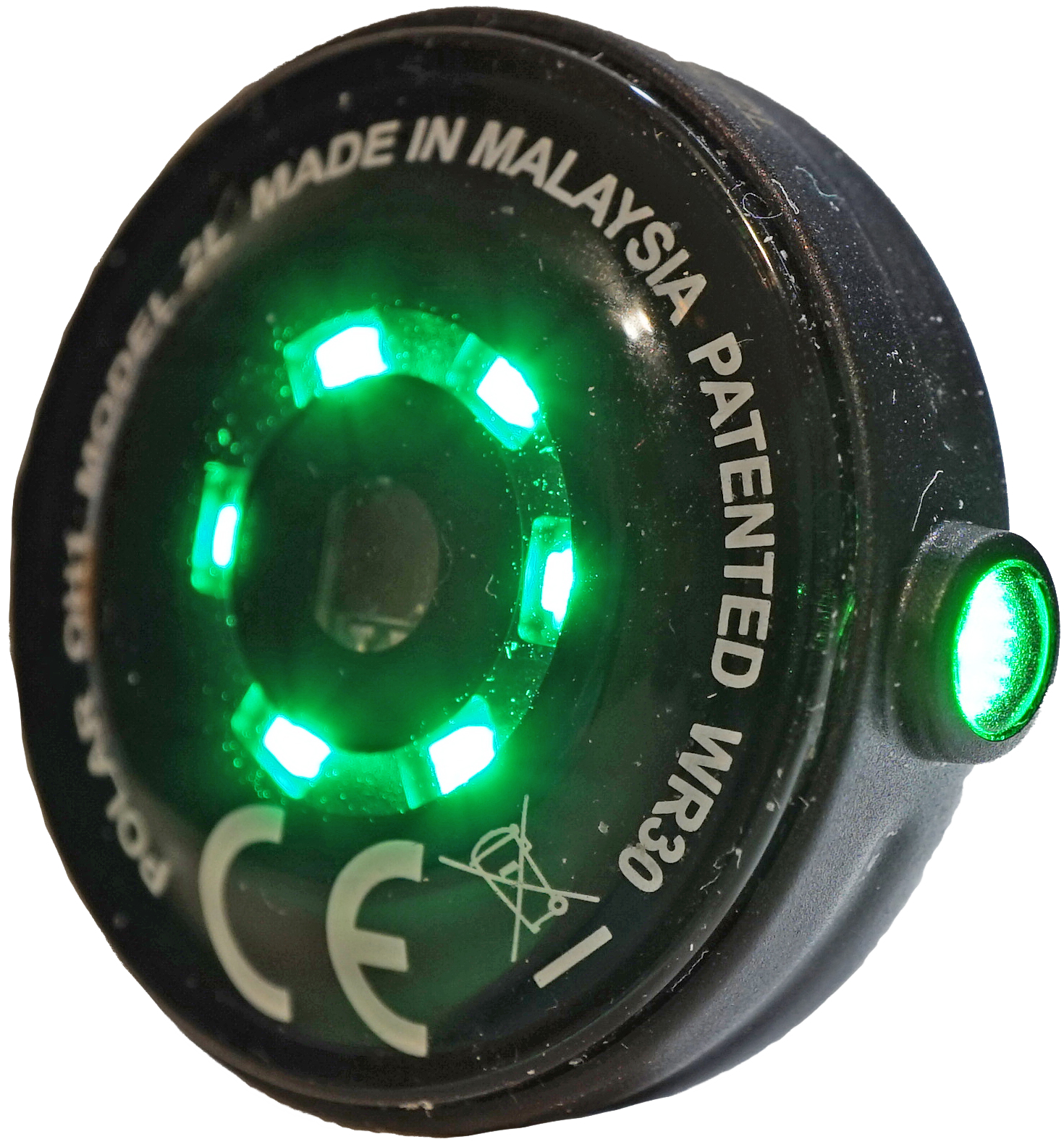
光学式心拍センサー

電子光学センサーは、光をエネルギーに変換する必要があるときに使用される。このため、電子光学センサーはほぼあらゆる所で見ることができる。一般的な用途としては、画面の明るさの調整用にセンサーが使用されるスマートフォンや、着用者の心拍数の測定用にセンサーが使用されるスマートウォッチなどがある。
光学センサーはエネルギー分野で、電力の生成、生産、分配、変換を行う構造物を監視するために使用されている。光ファイバの分散した非導電性により、光センサはパイプライン監視を含む石油・ガス用途に最適である。また、風力タービンブレードの監視、海洋プラットフォームの監視、電気系統の監視、掘った穴の監視などにも使用されている。その他、橋梁、空港の滑走路、ダム、鉄道、飛行機、翼、燃料タンク、船舶の船体監視などの土木・輸送分野での使用もある。
他の用途の中には、光スイッチは、信号を切り替えるために干渉計の片方の屈折率を変化させる熱方式、光信号を適切な受信機に偏向できるマイクロミラーの列を含むMEMS方式、印加電界に応じて偏光した光を回転させる圧電ビームステアリング液晶、および光を偏向させるために音場によって誘起される歪みの結果として屈折率を変化させる音響光学方式などに見られる。
光学センサーのもう一つの重要な用途は、可視分光法と赤外分光法の両方を使って異なる化合物濃度の測定である。